# Stan Rogers
Stanley Allison "Stan" Rogers (ur. 29 listopada 1949 w Hamilton, zm. 2 czerwca 1983 w Cincinnati) – kanadyjski piosenkarz i muzyk folkowy.

## Życiorys
Pierwszą gitarę otrzymał jako pięciolatek, a swój pierwszy publiczny występ dał w 1963, w kawiarni Ebony Knight w Hamilton, wykonując piosenki Jimmiego Rodgersa. W  kolejnych latach związany był z różnymi zespołami wykonującymi muzykę rock i country, a w latach 1967–1968 z folkowym zespołem The Hobbits. Od 1974 występował z własnymi utworami w klubie „Fiddler`s Green” w Toronto. W 1976 ukazała się jego debiutancka płyta Fogarty`s Cove z jednym z jego najbardziej znanych utworów pt. Barrett`s Privateers, a w kolejnych latach kolejne trzy płyty w tym Northwest Passage ze znanym utworem o tym samym tytule. Ostatni koncert artysta dał w trakcie festiwalu Kerrville Folk w Teksasie. Jego karierę przerwała nagła śmierć w wyniku zatrucia dymem podczas katastrofy lotu Air Canada 797 z Dallas do Toronto.

## Dyskografia

### Albums
- Fogarty's Cove (1977)
- Turnaround (1978)
- Between the Breaks ... Live! (1979)
- Northwest Passage (1981)
- For the Family (1983; pośmiertnie)
- From Fresh Water (1984; pośmiertnie)
- In Concert (1991; pośmiertnie)
- Home in Halifax (1993; pośmiertnie)
- Poetic Justice (1996; pośmiertnie)
- From Coffee House to Concert Hall (1999; pośmiertnie)
- The Very Best of Stan Rogers (2011; pośmiertnie)
- The Collection 6 CD + 1 DVD Anthology (2013; pośmiertnie)